# Sutton (Kent)
Pour les articles homonymes, voir Sutton.
Sutton est une paroisse civile et un village du Kent, en Angleterre.